# 6. únor
6. únor je 37. den roku podle gregoriánského kalendáře. Do konce roku zbývá 328 dní (329 v přestupném roce). Svátek v Česku má Vanda.

## Události

### Česko
- 1228 – Václav I. byl korunován na „mladšího“ českého krále.
- 1620 – Habsburská vojska vstoupila na české území, aby porazila české stavovské povstání.
- 1951 – Člen ÚV KSČ a poslanec Národního shromáždění Gustáv Husák byl zatčen svými kolegy a ve věznicích potom strávil přes devět let, z toho šest v samovazbě a přísné izolaci.

### Svět
- 0060 – První zmínka o názvu dne: Nápis na pompejské zdi označil tento den jako Solis (neděle). (Podle Juliánského kalendáře byla středa.)
- 1508 – Maxmilián I. Habsburský se stal v Tridentu se souhlasem papeže císařem a začal se titulovat zvolený císař římský.
- 1579 – Papežskou bulou bylo v Manile založeno biskupství a prvním biskupem se stal Domingo de Salazar.
- 1685 – Jakub II. Stuart nastoupil na anglický, irský a skotský trůn po smrti svého bratra Karla II.
- 1906 – Theodore M. Davis objevil v Údolí králů hrobku rodičů královny Teje, matky Cuji a otce Juje.
- 1936 – V Garmisch-Partenkirchen byly zahájeny IV. Zimní olympijské hry.
- 1950 – Americký vysoký komisař pro Německo John McCloy oznámil ve Stuttgartu politický program Spojenců pro Německo.
- 1952 – Alžběta II. se stala britskou královnou po smrti svého otce krále Jiřího VI., ale oficiálně byla korunována až o rok později.
- 1958 – Mnichovská tragédie - v Mnichově se zřítilo letadlo s hráči anglického fotbalového klubu Manchester United FC.
- 1989 – Uskutečnila se jednání u kulatého stolu mezi opoziční Solidaritou a komunistickou vládou v Polsku – začátek konce komunismu v Polsku.
- 2004 – Sebevražedný útočník zabil 41 cestujících v moskevském metru. Odpovědnost za útok je připisována čečenským separatistům.
- 2016 – Nejméně 116 lidí bylo zabito poté, co zemětřesení o síle 6,7 stupně Richterovy škály zasáhlo město Pching-tung na ostrově Tchaj-wan.
- 2023 – Zemětřesení o síle 7,8 stupně Richterovy škály zasáhlo Turecko a Sýrii a způsobilo rozsáhlé škody.

## Narození

### Česko

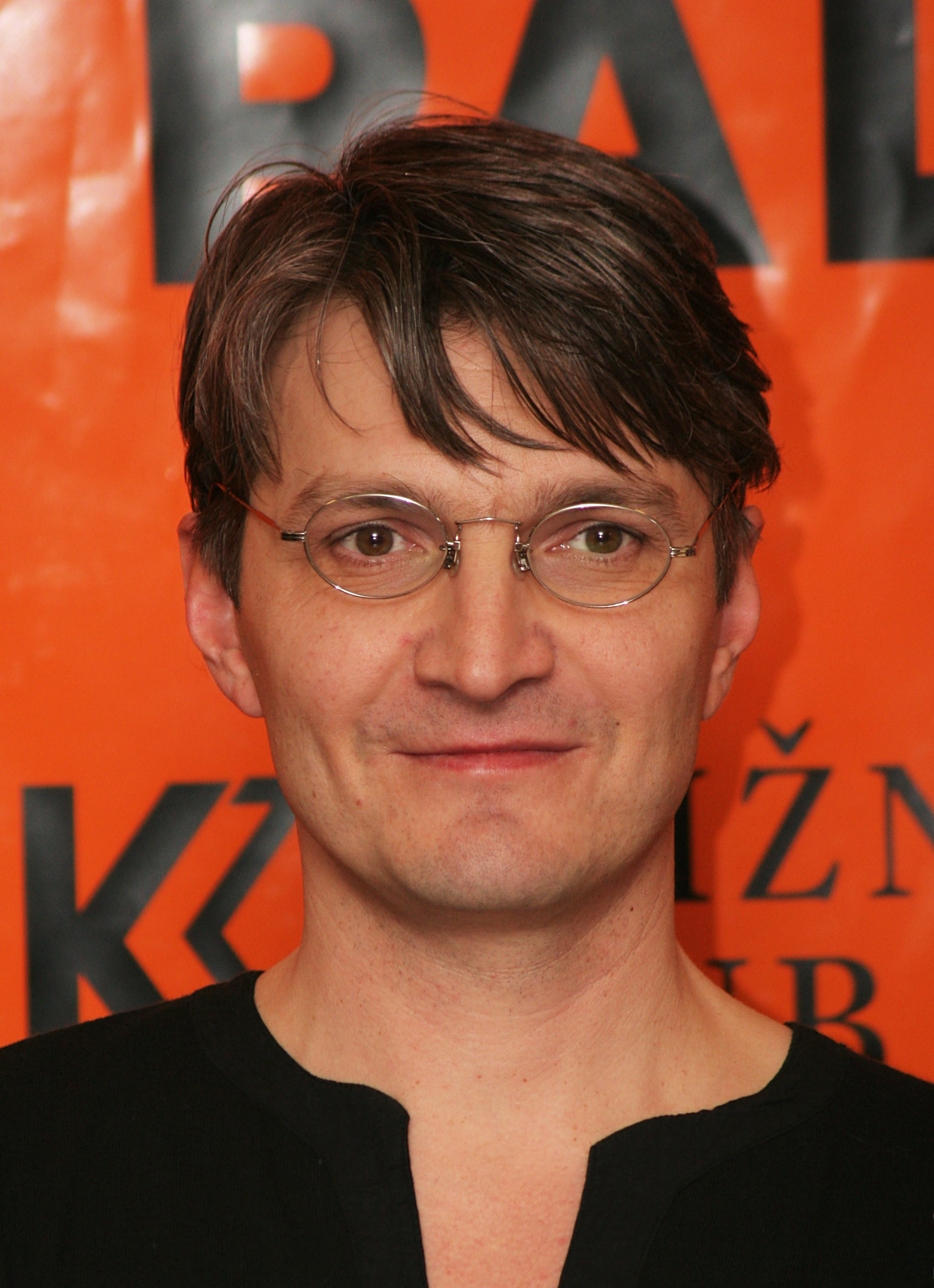
Jan Svěrák (* 1965)

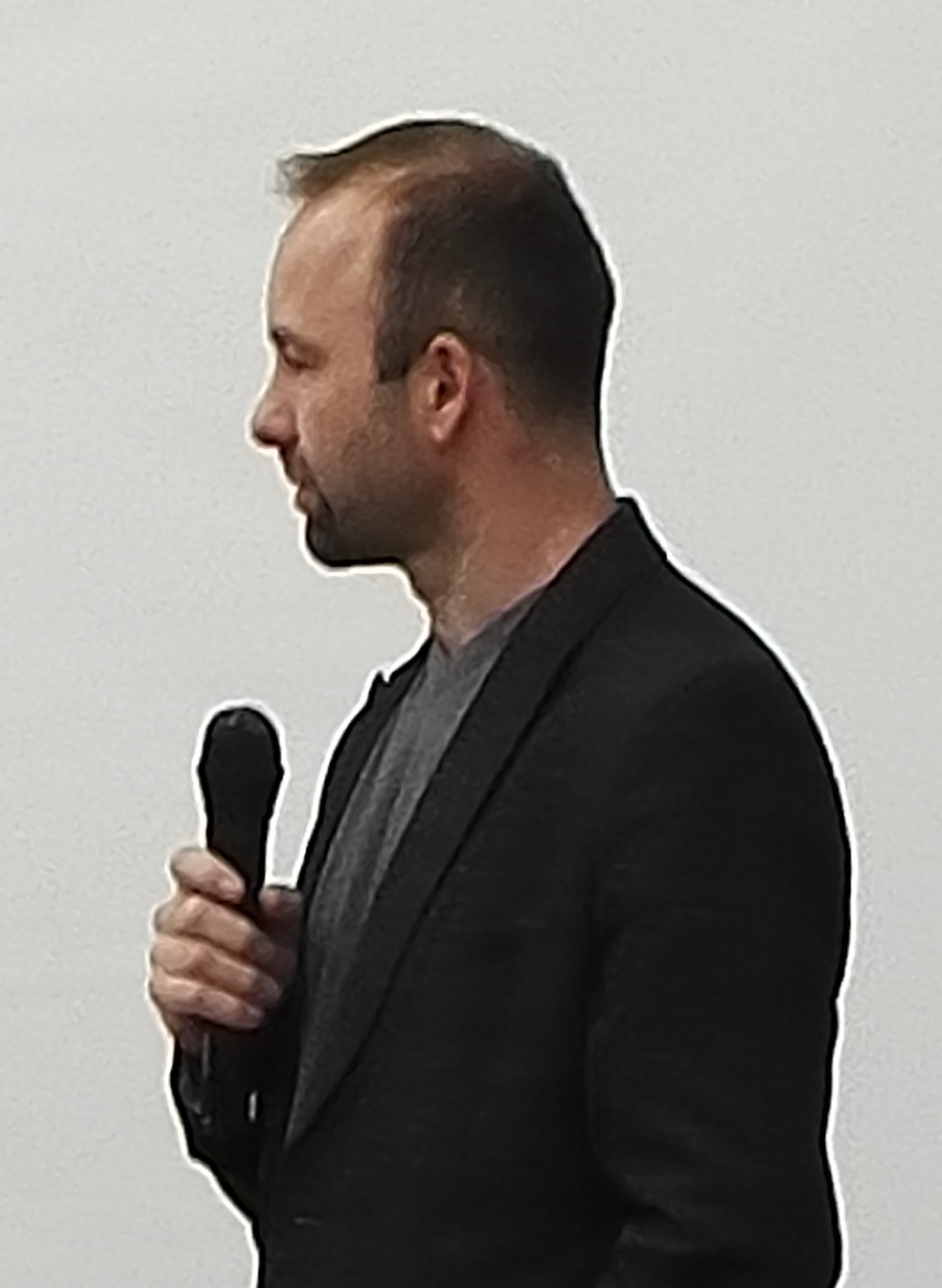
Aleš Valenta (* 1973)

- 1698 – Jan Karel Leopold von Scherffenberg, olomoucký kanovník, prelát a biskup († 17. dubna 1771)
- 1808 – Ferdinand Rotter starší, textilní podnikatel a politik německé národnosti († 3. dubna 1867)
- 1814 – Romuald Božek, vynálezce († 30. dubna 1899)
- 1836 – Zdeněk Kolovrat-Krakovský, šlechtic a dramatik († 24. října 1892)
- 1848 – Antonín Vávra, rektor ČVUT († 1. listopadu 1928)
- 1855 – Josef Kalus, frenštátský básník a spisovatel († 11. prosince 1934)
- 1856 – Romuald Dubový, advokát, básník a překladatel († 22. srpna 1896)
- 1859
  - Jakob Julius David, novinář a spisovatel († 20. listopadu 1906)
  - František Ulrich, významný starosta Hradce Králové († 18. května 1939)
- 1868 – Josef Bašek, malíř, krajinář († 25. listopadu 1914)
- 1870 – Artur Nikodem, rakouský malíř († 10. února 1940)
- 1872
  - Otto Faster, vydavatel, překladatel, skladatel a spisovatel († 26. září 1907)
  - František Novák, československý politik († 12. října 1940)
- 1876 – Adolf Melíšek, československý politik slovenské národnosti († 7. listopadu 1943)
- 1878 – František Vildomec, archeolog († 3. listopadu 1975)
- 1884 – Vlastislav Hofman, architekt, urbanista a malíř († 28. srpna 1964)
- 1886 – Jaroslav Řezáč, lední hokejista a svazový funkcionář († 29. května 1974)
- 1895 – Ferdinand Peroutka, publicista († 20. dubna 1978)
- 1903 – Hubert Slouka, astronom a popularizátor astronomie († 14. září 1973)
- 1905 – Jan Werich, herec († 31. října 1980)
- 1910 – Nina Jirsíková, tanečnice, choreografka a kostýmní výtvarnice († 23. listopadu 1978)
- 1911 – Vladimír Vand, fyzik († 4. dubna 1968)
- 1912 – Zdeněk Dopita, divadelní režisér († 21. června 1977)
- 1914 – Zdeněk Škrland, kanoista, zlato na OH 1936 († 6. března 1996)
- 1923 – Jaroslav Brožek, teoretik v oboru barev, výtvarný pedagog, metodik a malíř
- 1926
  - Jan Jelínek, antropolog († 3. října 2004)
  - Václav Fischer, textař a spisovatel († 15. července 2013)
- 1928 – Vladimír Lébl, muzikolog, divadelní a hudební publicista († 8. června 1987)
- 1929 – Zdeněk Češka, právník, rektor Univerzity Karlovy
- 1935 – Rudolf Slánský mladší, politik († 17. dubna 2006)
- 1939 – Stanislav Oubram, herec, divadelní režisér, scenárista († 14. února 2016)
- 1940 – Petr Hájek, matematik († 26. prosince 2016)
- 1941 – Václav Vacek, pražský houslař Cremony a Národního divadla
- 1944 – Eduard Smutný, konstruktér počítačů a mikropočítačů († 1993)
- 1946
  - Ellen Jilemnická, sochařka, básnířka a kreslířka
  - Tomáš Linka, zpěvák a hráč na foukací harmoniku stylu country
- 1948 – Bob Rakušan, malíř, grafik a ilustrátor
- 1953 – Ivan Rynda, sociální a kulturní ekolog, politik
- 1954 – Zdeněk Pecka, veslař, olympionik, dvě bronzové medaile na OH († 30. ledna 2024)
- 1960 – Miroslav Toman, prezident Agrární komory ČR
- 1965 – Jan Svěrák, režisér a scenárista
- 1973 – Aleš Valenta, akrobatický lyžař
- 1979 – Helena Erbenová, triatlonistka a běžkyně na lyžích
- 1982 – Michal Trpák, sochař
- 1986 – Eva Vrabcová Nývltová, atletka a běžkyně na lyžích

### Svět

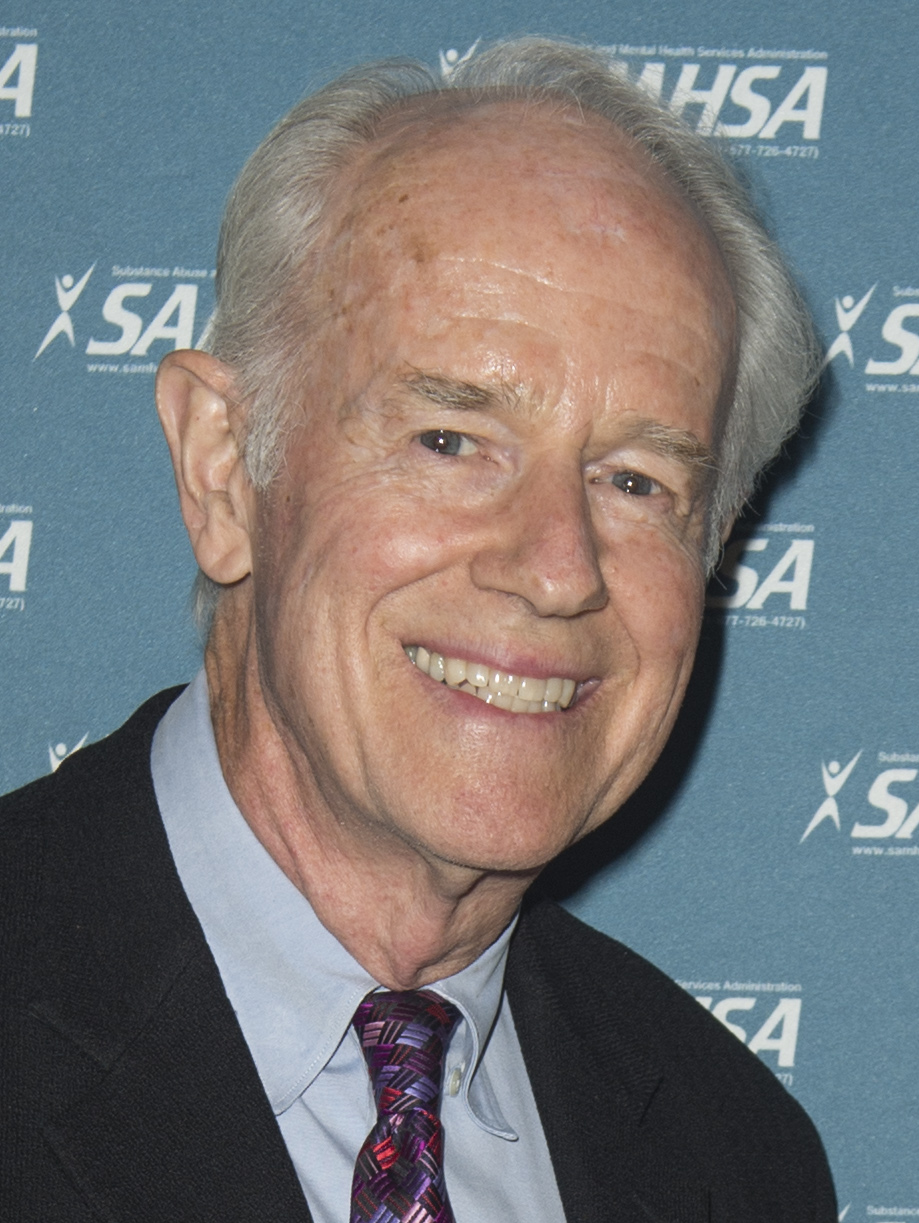
Mike Farrell (* 1939)

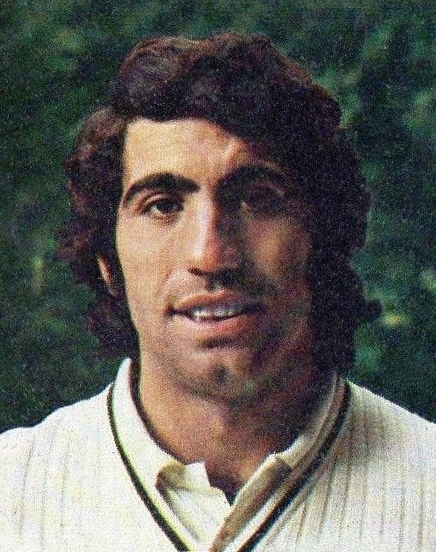
Manuel Orantes (* 1949)

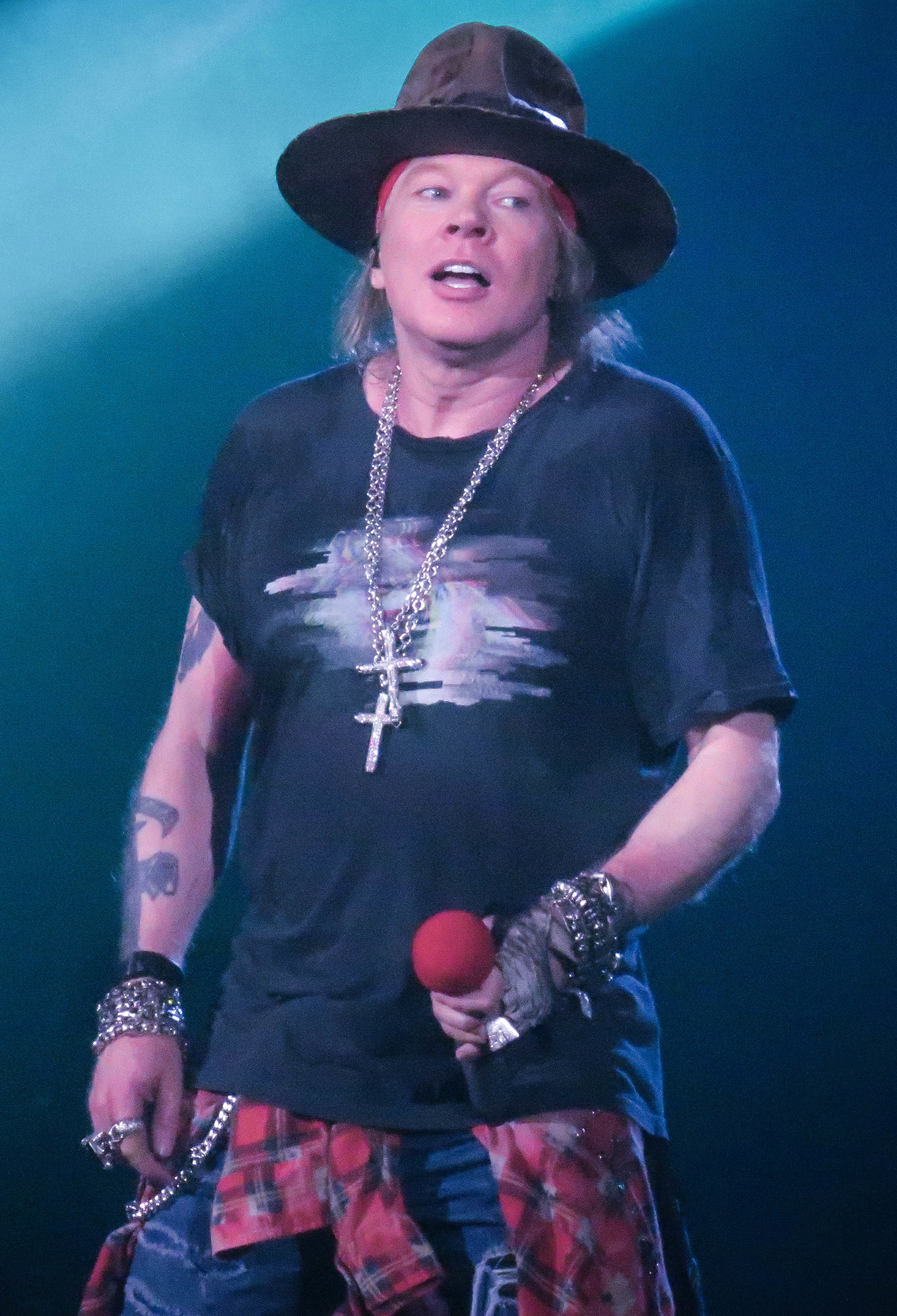
Axl Rose (* 1962)

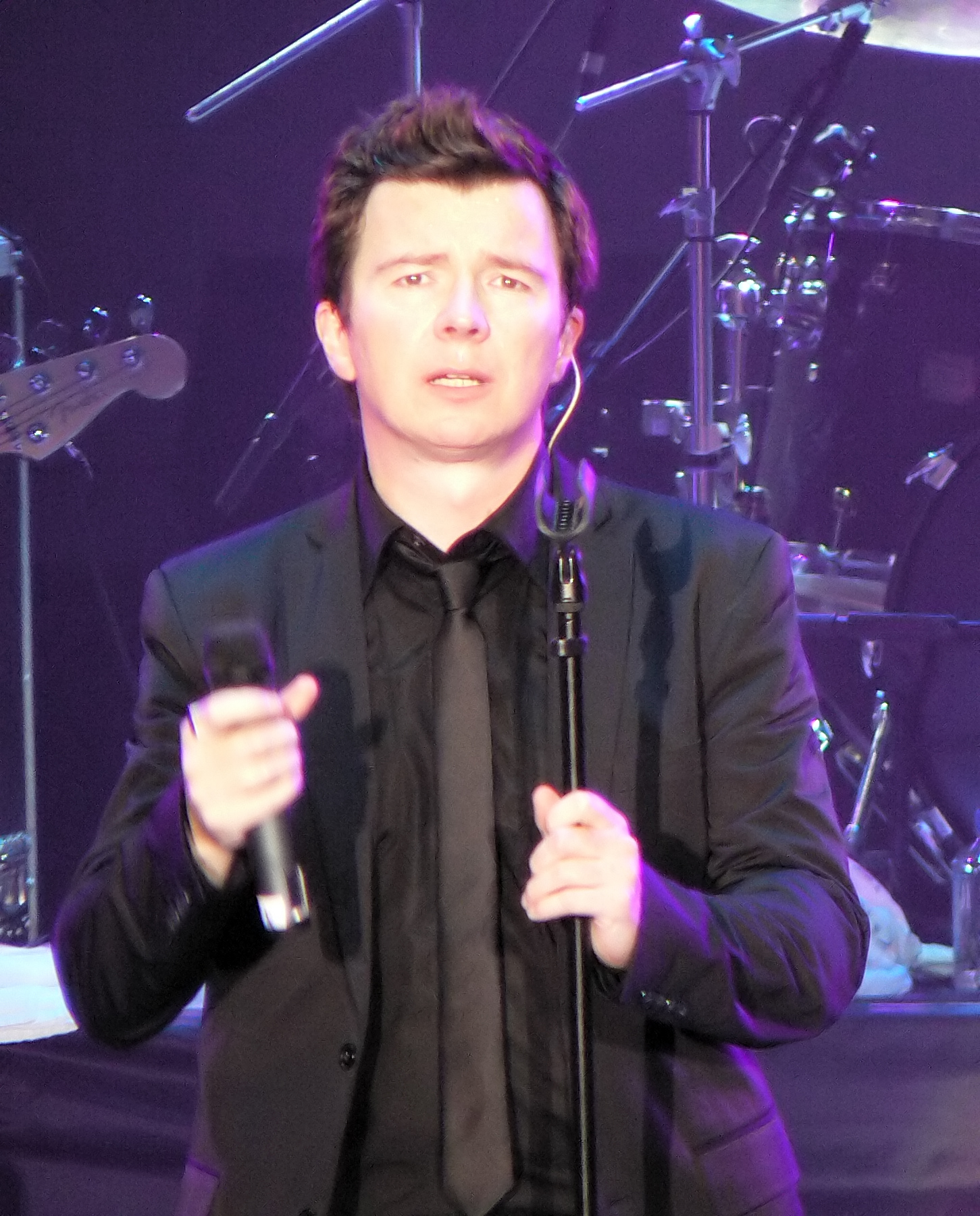
Rick Astley (* 1966)

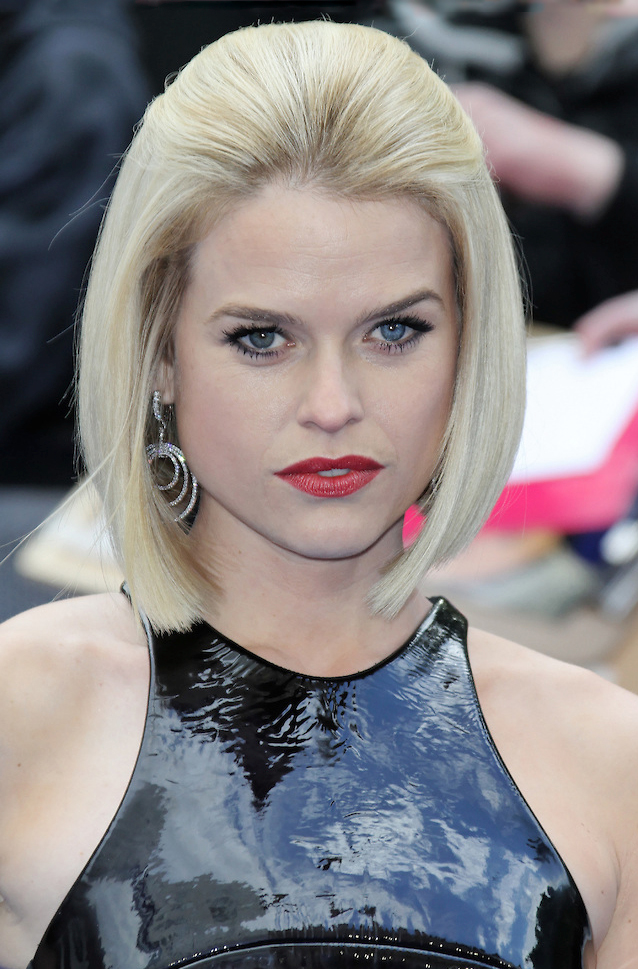
Alice Eve (* 1982)

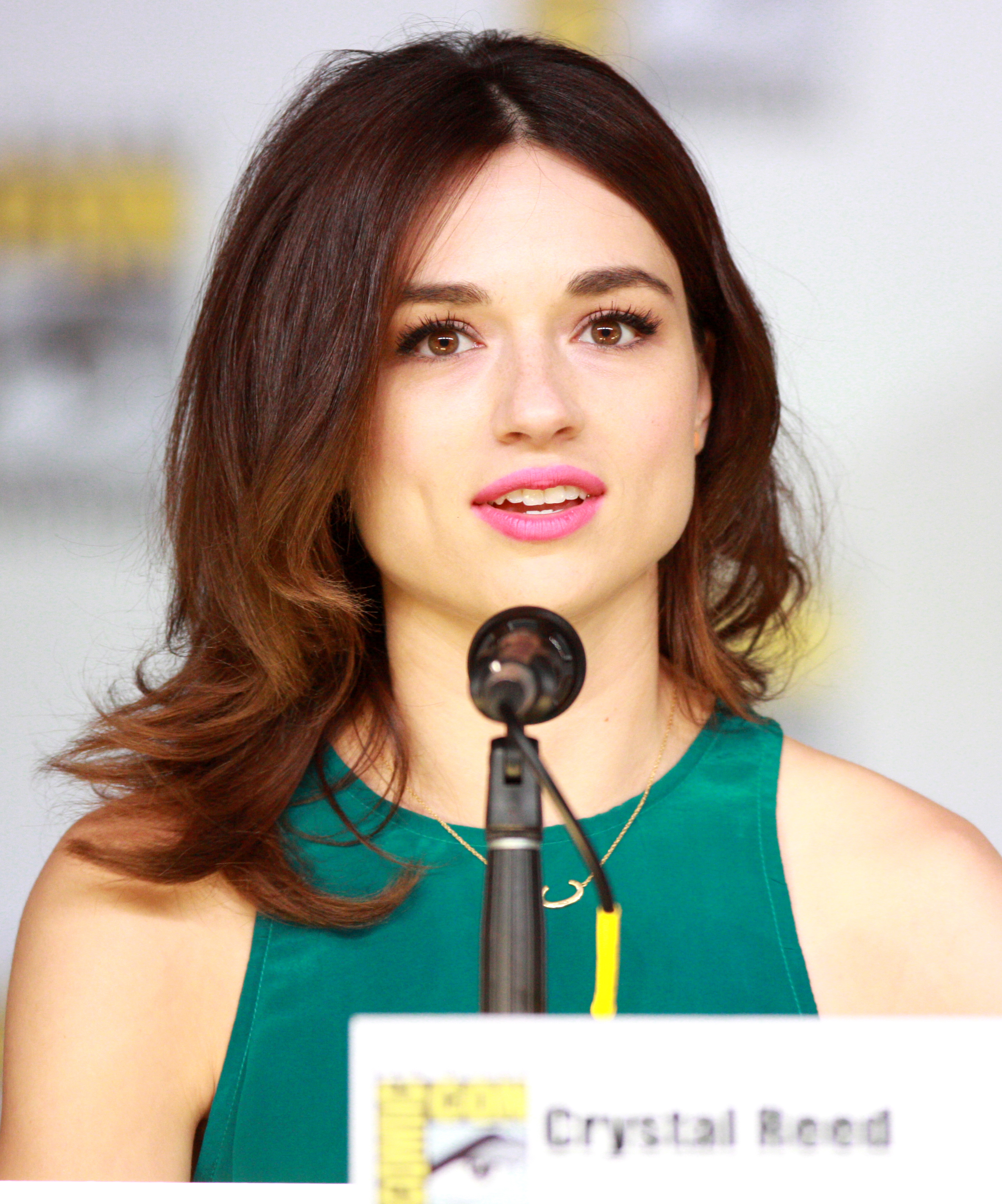
Crystal Reedová (* 1985)

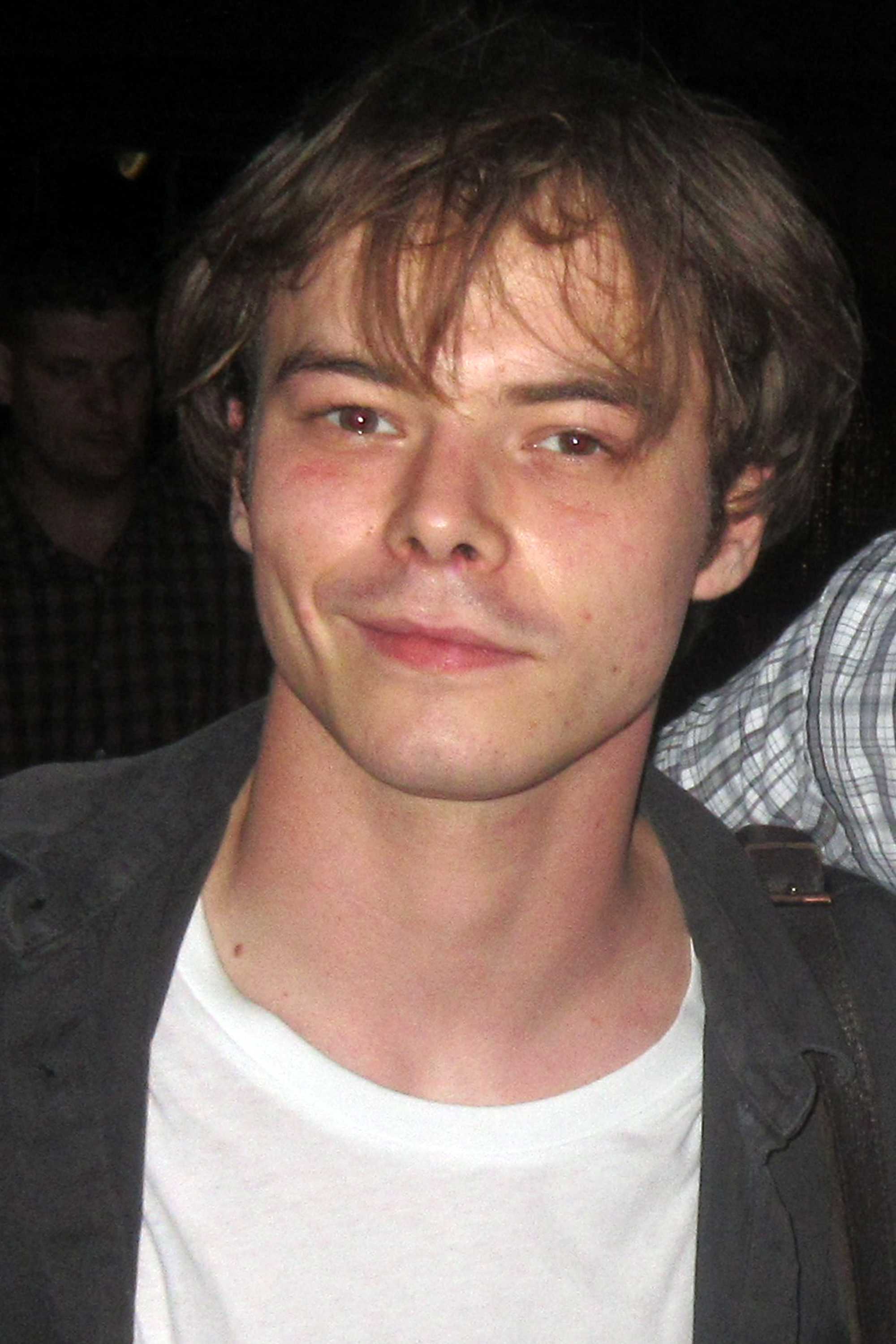
Charlie Heaton (* 1994)

- 1564 – Christopher Marlowe, anglický dramatik a básník († 30. května 1593)
- 1605 – svatý Bernardo da Corleone, italský kapucín († 12. ledna 1667)
- 1612 – Antoine Arnauld, francouzský teolog, filozof a matematik († 8. srpna 1694)
- 1664 – Mustafa II., sultán Osmanské říše († prosinec 1703)
- 1665 – Anna Stuartovna, královna Anglie, Skotska a Irska († 1. srpna 1714)
- 1736 – Franz Xaver Messerschmidt, rakouský barokní sochař († 19. srpna 1783)
- 1748 – Adam Weishaupt, německý filozof a zakladatel řádu Iluminátů († 18. listopadu 1830)
- 1756 – Aaron Burr, americký právník, politik a dobrodruh, třetí viceprezident USA († 14. září 1836)
- 1758 – Julian Ursyn Niemcewicz, polský politik a spisovatel († 21. května 1841)
- 1778 – Ugo Foscolo, italský preromantický spisovatel († 10. září 1827)
- 1799 – Imre Frivaldszky, uherský botanik, zoolog, entomolog a lékař († 19. října 1870)
- 1800 – Achille Devéria, francouzský malíř († 23. prosince 1857)
- 1802 – Charles Wheatstone, britský vědec a vynálezce († 19. října 1875)
- 1830 – Daniel Oliver, anglický botanik († 21. prosince 1916)
- 1834 – Edwin Klebs, německo-švýcarský patolog, bakteriolog a fyziolog († 23. října 1913)
- 1838 – Jisrael Meir Kagan, známější jako Chafec Chajim, židovský rabín, halachista a etik žijící v dnešním Bělorusku († 15. září 1933)
- 1861 – Alexandr Krasilnikov, vedoucí zahraničních oddělení carské Ochranky († 1931)
- 1872 – Robert Maillart, švýcarský stavební inženýr († 5. dubna 1940)
- 1874 – David Evans, velšský hudební skladatel († 17. května 1948)
- 1876 – Eugène-Henri Gravelotte, francouzský šermíř, olympijský vítěz († 28. srpna 1939)
- 1883 – Dmitrij Grigorovič, ruský a sovětský letecký konstruktér († 26. července 1938)
- 1887 – Joseph Frings, kolínský arcibiskup a kardinál († 17. prosince 1978)
- 1892
  - Maximilian Fretter-Pico, generál dělostřelectva německého Wehrmachtu († 4. dubna 1984)
  - William Parry Murphy, americký lékař, Nobelova cena za fyziologii a medicínu 1934 († 9. října 1987)
- 1894 – Maria Czapska, polská hraběnka, spisovatelka a literární historička († 11. června 1981)
- 1895 – Babe Ruth, americký baseballový hráč († 16. srpna 1948)
- 1900 – Roy Smeck, americký muzikant († 5. dubna 1994)
- 1903
  - Claudio Arrau, chilsko-americký klavírista († 9. června 1991)
  - Imre Benoschofsky, maďarský vrchní rabín († 5. července 1970)
  - Hubert Slouka, astronom a popularizátor astronomie († 14. září 1973)
- 1905 – Władysław Gomułka, polský komunistický politik († 1. září 1982)
- 1908 – Amintore Fanfani, premiér Itálie († 20. listopadu 1999)
- 1911 – Ronald Reagan, americký politik, 40. prezident USA († 5. června 2004)
- 1912 – Eva Braunová, přítelkyně, později manželka Adolfa Hitlera († 30. dubna 1945)
- 1913 – Mary Leakey, britská antropoligistka († 9. prosince 1996)
- 1914
  - Forrest Towns, americký olympijský vítěz v běhu na 110 metrů překážek († 4. dubna 1991)
  - Thurl Ravenscroft, americký dabér a zpěvák († 22. května 2005)
- 1917 – Zsa Zsa Gabor, maďarská herečka († 18. prosince 2016)
- 1918 – Louis Dudek, kanadský básník († 23. března 2001)
- 1919 – Ján Dekan, slovenský archeolog († 21. srpna 2007)
- 1921 – Ernie Royal, americký trumpetista († 16. března 1983)
- 1924
  - Sammy Nestico, americký hudební aranžér a skladatel
  - Billy Wright, anglický fotbalista († 3. září 1994)
- 1926 – David C. H. Austin, anglický pěstitel růží a spisovatel († 18. prosince 2018)
- 1927 – Tom McIntosh, americký hudebník († 26. července 2017)
- 1929
  - Pierre Brice, francouzský herec a zpěvák († 6. června 2015)
  - Sixten Jernberg, švédský běžec na lyžích († 14. července 2012)
- 1930 – Lionel Blue, britský reformační rabín († 19. prosince 2016)
- 1931
  - Ricardo Jamin Vidal, filipínský kardinál († 18. října 2017)
  - Marija Gusakovová, sovětská běžkyně na lyžích († 8. května 2022)
- 1932
  - Lojza Baránek, český malíř († 30. prosince 2016)
  - François Truffaut, francouzský filmový režisér († 21. října 1984)
  - Camilo Cienfuegos, kubánský revolucionář († 28. října 1959)
- 1939 – Mike Farrell, americký herec, režisér, scenárista, producent a politický aktivista
- 1940 – Katarína Tóthová, ministryně spravedlnosti SR
- 1945 – Bob Marley, jamajský hudebník a zpěvák († 11. května 1981)
- 1946
  - Richie Hayward, americký bubeník († 12. srpna 2010)
  - Kate McGarrigle, kanadská zpěvačka a akordeonistka († 18. ledna 2010)
- 1948
  - José Luis Capón, španělský fotbalista († 29. března 2020)
  - John Gosling, britský varhaník a pianista
  - Felix Mitterer, rakouský dramatik a herec
  - Barry Paris, americký novinář, spisovatel
- 1949 – Manuel Orantes, španělský tenista
- 1950
  - Natalie Cole, americká zpěvačka († 31. prosince 2015)
  - René Fasel, prezident Mezinárodní hokejové federace (1994 - 2021)
  - Timothy Dolan, americký kardinál
- 1951
  - Huw Lloyd-Langton, britský kytarista a zpěvák († 6. prosince 2012)
  - Jacques Villeret, francouzský herec († 28. ledna 2005)
- 1952 – Tim Blake, britský hudebník
- 1952 – Steven Callahan, americký námořník, konstruktér člunů a expert na přežití na moři
- 1957 – Simon Phillips, britský jazzový a rockový perkusionista
- 1960
  - Ed Banach, americký zápasník, olympijský vítěz 1984
  - Lou Banach, americký zápasník, olympijský vítěz 1984
- 1961 – Jurij Onufrijenko, ruský kosmonaut
- 1962 – Axl Rose, americký zpěvák (Guns N' Roses)
- 1964 – Oleh Protasov, ukrajinský fotbalista
- 1966
  - Larry Grenadier, americký jazzový kontrabasista
  - Rick Astley, britský zpěvák, textař a hudebník
- 1970 – Anatolij Bibilov, prezident Jižní Osetie
- 1974 – Olaf Lindenbergh, nizozemský fotbalista
- 1976
  - Tanja Friedenová, švýcarská snowboardistka
  - Marie Dánská, členka dánské královské rodiny
- 1978 – Olena Zelenská, ukrajinská scenáristka a první dáma Ukrajiny jako manželka Volodymyra Zelenského
- 1979 – Alice Weidelová, německá politička
- 1982 – Alice Eve, britská herečka
- 1985 – Crystal Reedová, americká herečka
- 1988 – Andrei da Silva Camargo, brazilský fotbalista
- 1990
  - Mike Byrne, americký bubeník, člen skupiny The Smashing Pumpkins
  - Dominic Sherwood, anglický herec a model
- 1994 – Charlie Heaton, britský herec
- 1995
  - Nyck de Vries, nizozemský pilot Formule 1
  - Justs Sirmais, lotyšský zpěvák
  - Jacqueline Löllingová německá skeletonistka
- 1998 – Ide Schelling, nizozemský silniční cyklista
- 2000 – Conor Gallagher, anglický fotbalista

## Úmrtí

### Česko

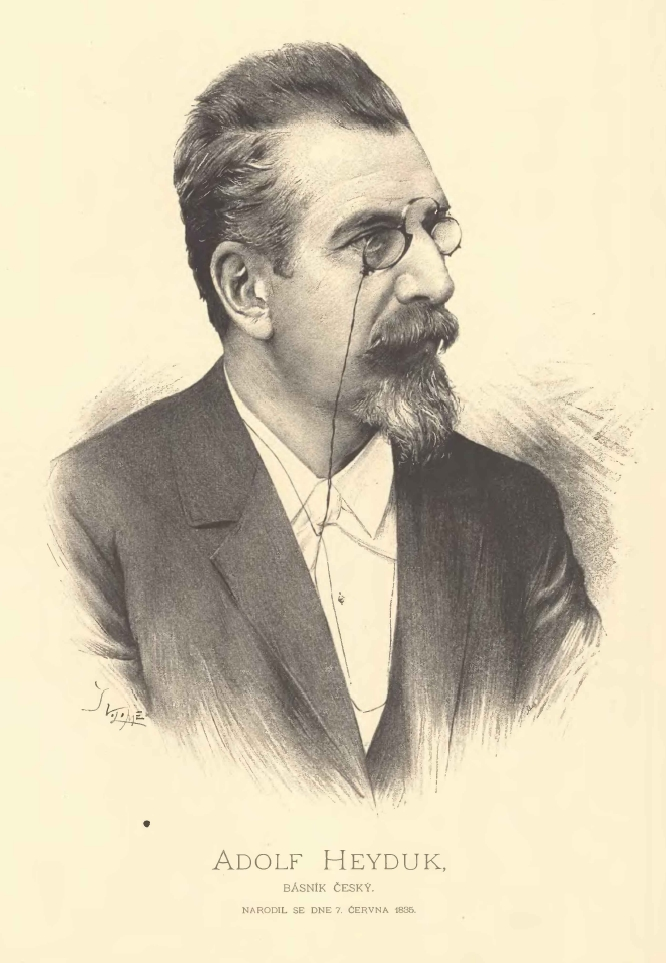
Adolf Heyduk († 1923)

- 1421 – Petr Hromádka z Jistebnice, husitský kněz, hejtman, upálen v Chrudimi
- 1752 – Ondřej Zahner, český sochař bavorského původu (* 7. července 1709)
- 1793 – Josef Vratislav Monse, právník, historik a pedagog (* 15. června 1733)
- 1863
  - Josef Stanislav Menšík, český spisovatel, sběratel pohádek (* 1811)
  - Michal Josef Fessl, katolický kněz a odpůrce absolutismu (* 1788)
- 1899 – Josef Maschka, profesor soudního lékařství (* 1820)
- 1901 – Alfred Seifert, česko-německý malíř (* 6. září 1850)
- 1908 – Karel Bubela, český politik (* 21. února 1846)
- 1916 – Karel Jaroslav Maška, český archeolog (* 28. srpna 1851)
- 1920 – Nikolaj Nikolajevič Ryžkov, představený pravoslavných chrámů v Praze a Karlových Varech (* 8. října 1868)
- 1923 – Adolf Heyduk, český básník (* 6. června 1835)
- 1924 – Hryhorij Mykytovyč Sydorenko, ukrajinský diplomat a politik, ministr
- 1925 – Karel Emanuel Macan, český hudební skladatel, zakladatel slepecké knihovny a tiskárny v Praze (* 25. prosince 1858)
- 1928
  - Josef Holý, československý politik (* 7. února 1874)
  - Ondřej Kadlec, český houslista, dirigent a hudební skladatel (* 18. února 1859)
- 1942 – František Mareš, český fyziolog, filozof a politik (* 20. října 1857)
- 1949 – Karel Barvitius, český skladatel a hudební nakladatel (* 14. ledna 1893)
- 1965 – Václav Husa, historik (* 25. června 1906)
- 1966 – Emanuel Baláš, český etnograf (* 31. července 1914)
- 1969 – Wilhelm Häusler, československý politik německé národnosti (* 15. června 1881)
- 1970 – Ladislav Heller, československý silniční cyklista (* 15. října 1938)
- 1977 – Jaroslav František Stockar von Bernkopf, architekt (* 8. května 1890)
- 1980 – Bohumil Ryba, klasický filolog, překladatel, politický vězeň (* 8. listopadu 1900)
- 1995 – Jiří Štursa, architekt (* 17. března 1910)
- 1997 – Ivan Skála, český básník (* 6. října 1922)
- 2000 – Bohuslav Klíma starší, český archeolog a geolog (* 26. března 1925)
- 2001 – Alois Knop, český jazykovědec (* 31. května 1917)
- 2002 – Mirko Pašek, spisovatel, cestovatel a reportér (* 21. června 1910)
- 2007 – Jaroslav Kábrt, vysokoškolský pedagog, veterinární lékař (* 3. ledna 1903)
- 2008 – Ivan Dejmal, ministr životního prostředí ČR (* 17. října 1946)
- 2009
  - Vladimír Borecký, český psycholog (* 6. prosince 1941)
  - Libuše Řídelová, česká herečka a pedagožka (* 1. března 1922)
- 2012 – Karel Jech, historik a novinář (* 4. ledna 1929)
- 2013 – Jan Sochor, hudebník (* 8. srpna 1947)
- 2023
  - Květa Pacovská, malířka, sochařka a ilustrátorka (* 28. července 1928)
  - Lubomír Štrougal, komunistický politik (* 19. října 1924)

### Svět

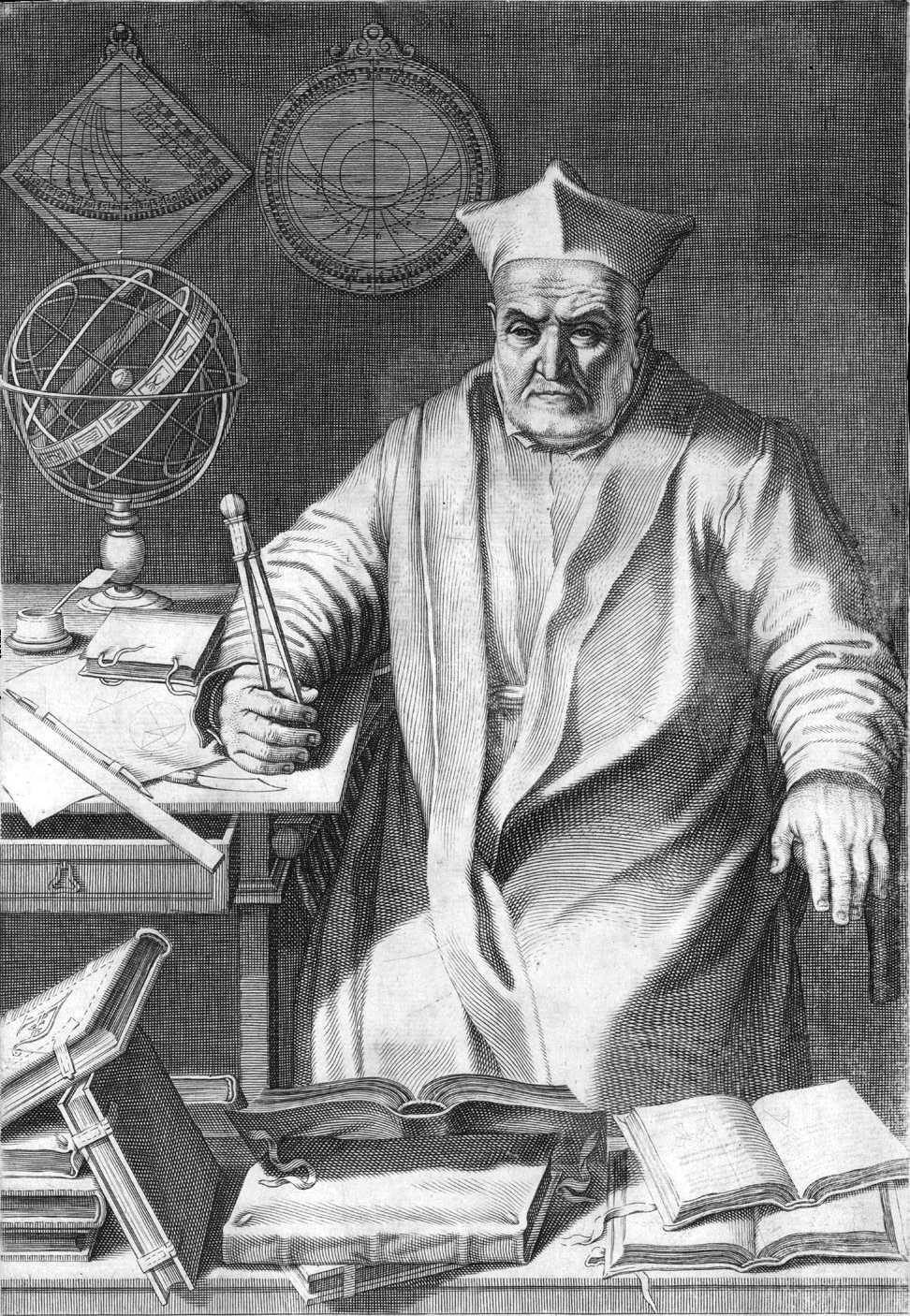
Christopher Clavius († 1612)

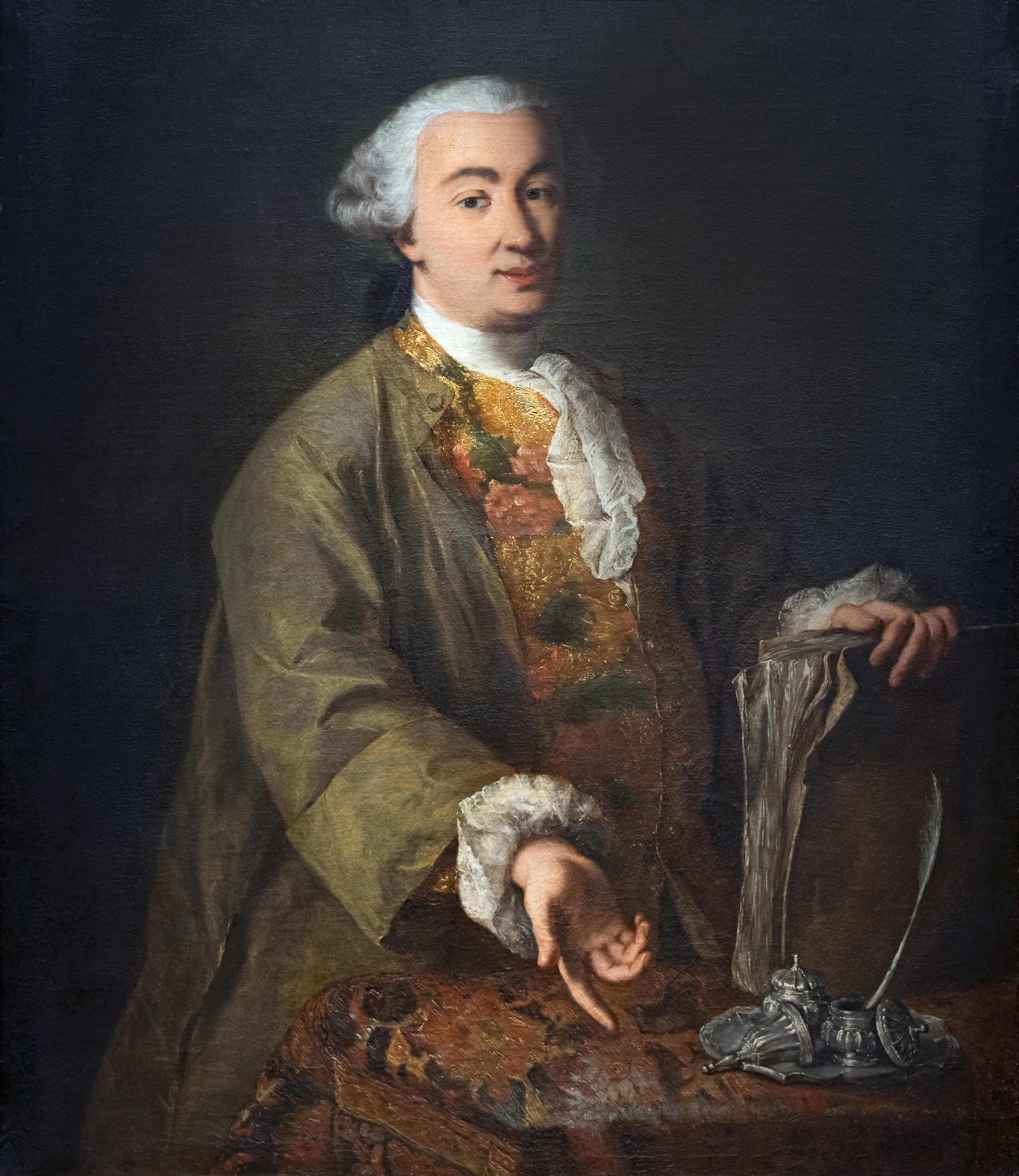
Carlo Goldoni († 1793)

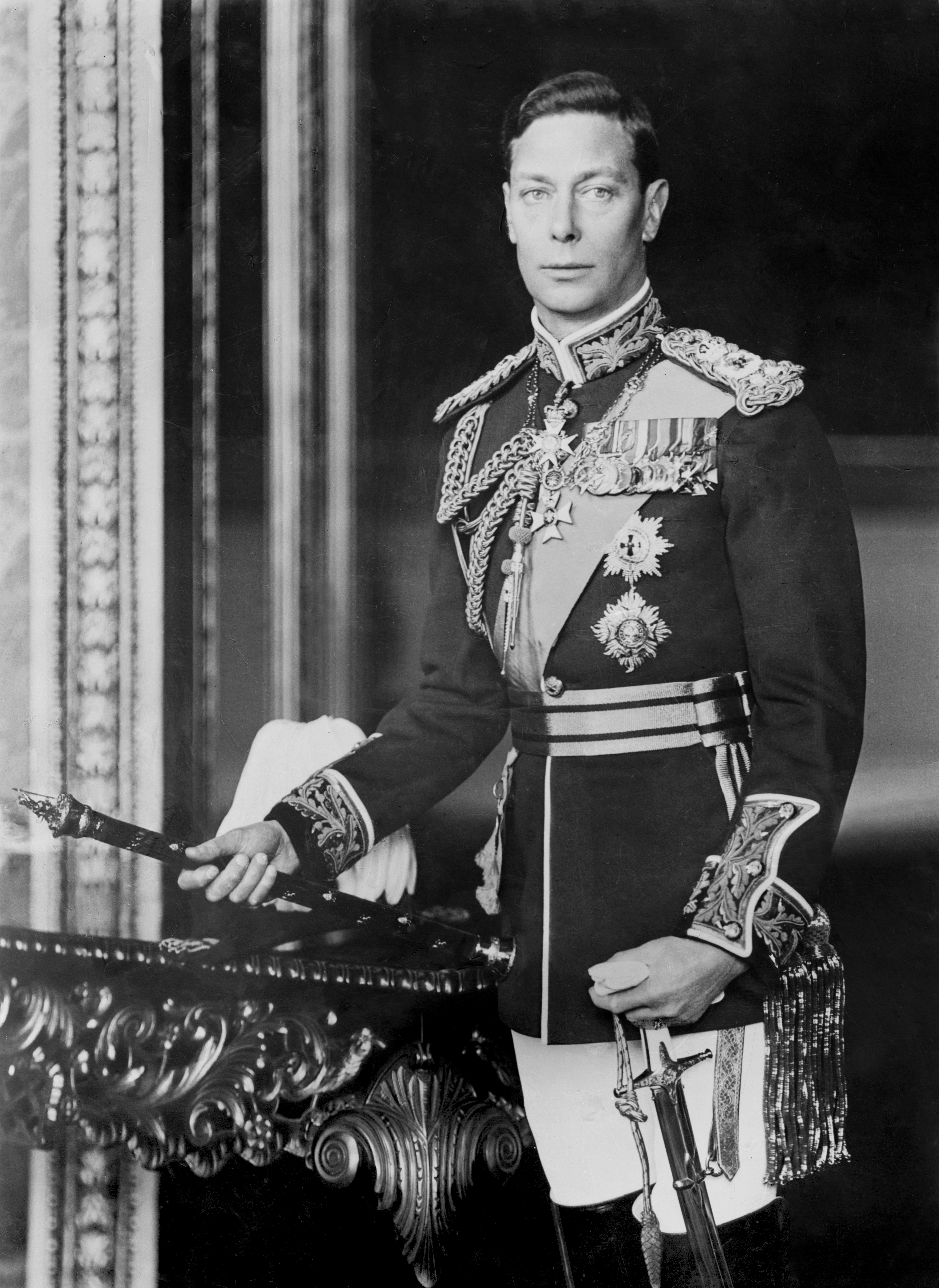
Jiří VI. († 1952)

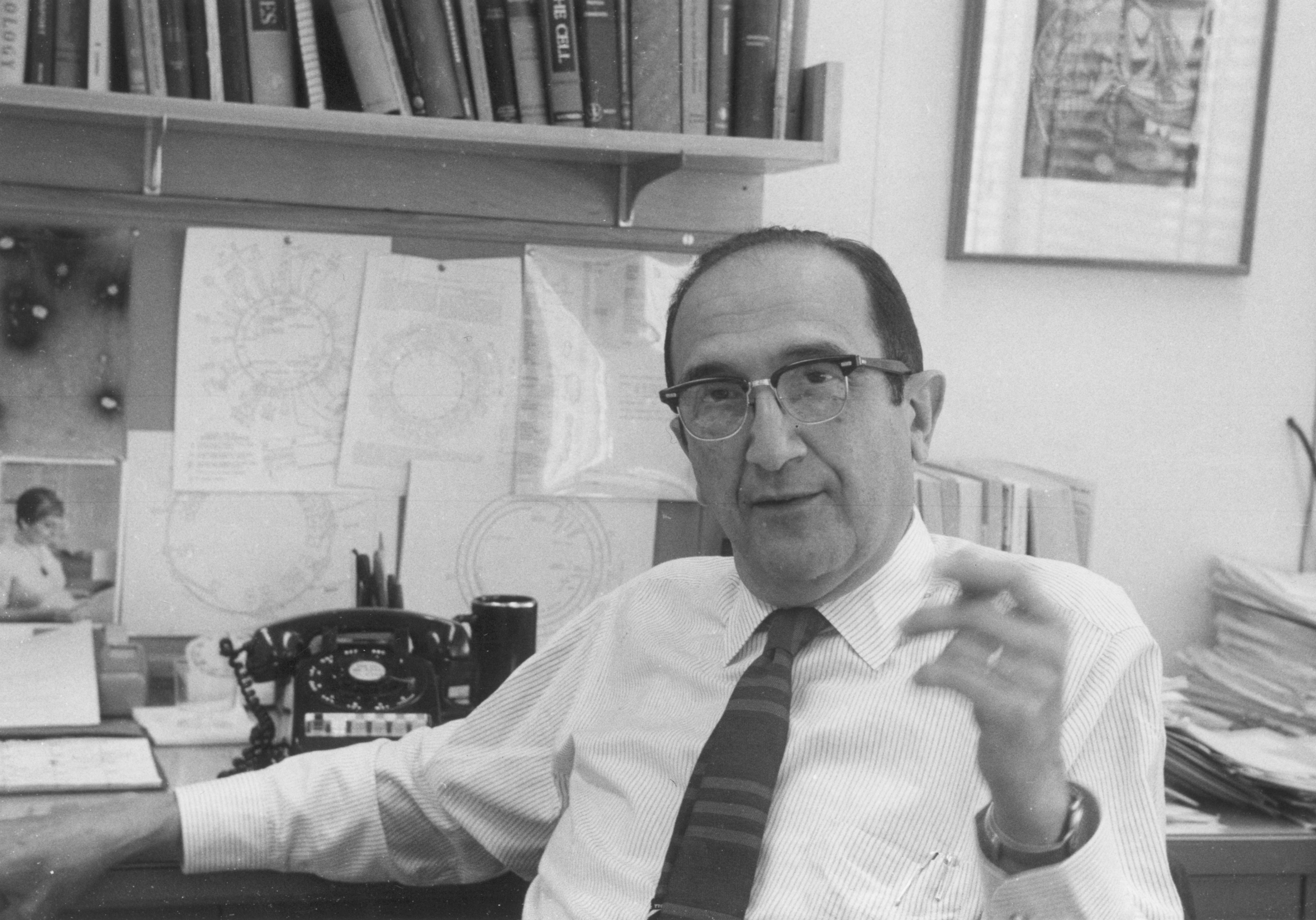
Salvador Luria († 1991)

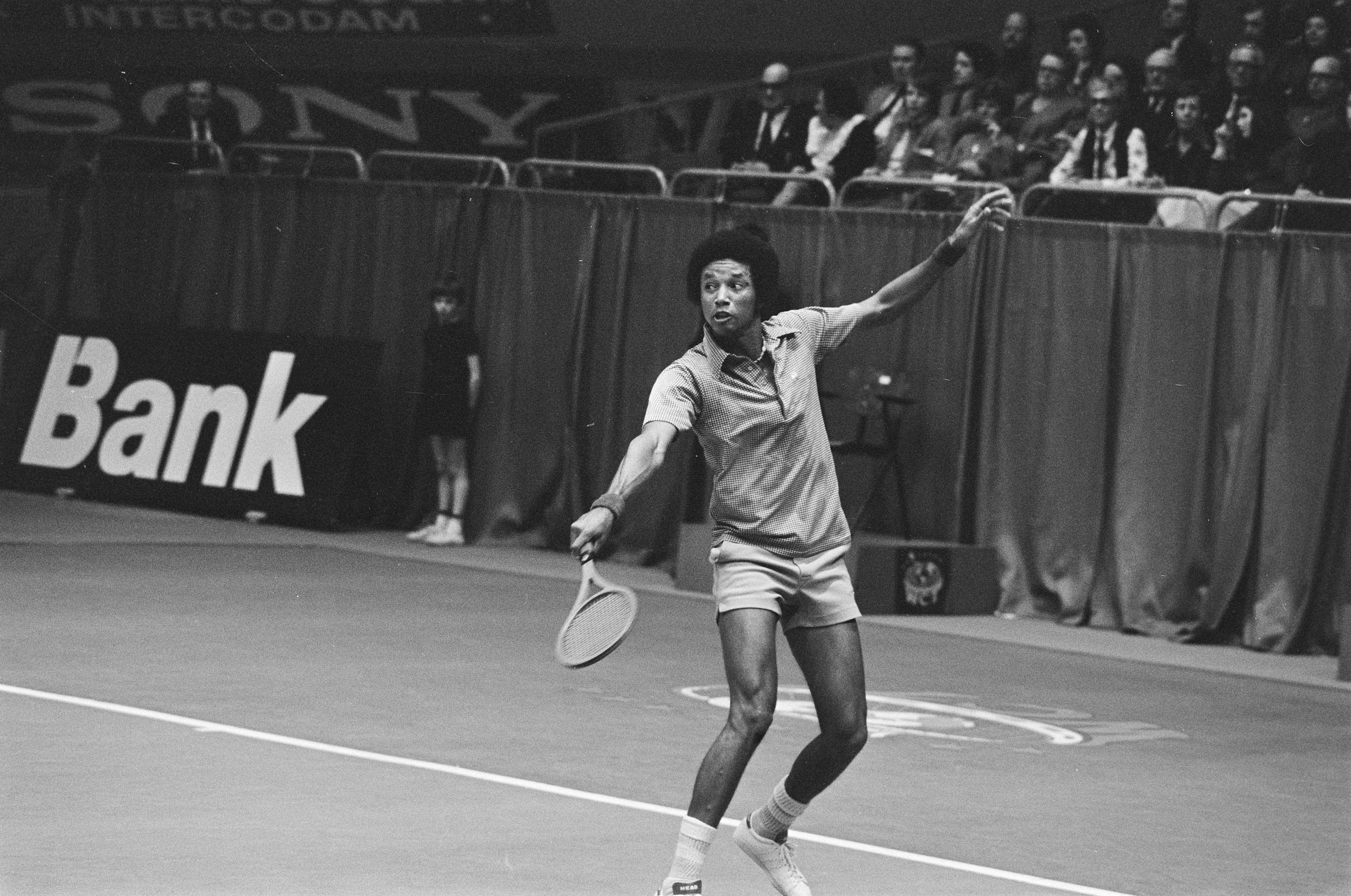
Arthur Ashe († 1993)

- 0891 – Fotios, patriarcha konstantinopolský (* asi 820)
- 1378 – Johana Bourbonská, francouzská královna (* 3. února 1338)
- 1539 – Jan III. Klevský, německý šlechtic, otec Anny Klevské, čtvrté manželky anglického krále Jindřicha VIII. (* 10. listopadu 1490)
- 1552 – Jindřich V. Meklenburský, meklenburský vévoda (* 3. května 1479)
- 1597 – Francesco Patrizi, chorvatský filosof (* 25. dubna 1529)
- 1612 – Christopher Clavius, německý jezuitský matematik a astronom (* 25. března 1538)
- 1616 – Prospero Alpini, italský botanik (* 23. listopadu 1553)
- 1685 – Karel II. Stuart, anglický, skotský a irský král (* 29. května 1630)
- 1699 – Josef Ferdinand Bavorský, předčasně zesnulý následník španělského krále Karla II. (* 28. října 1692)
- 1740 – Klement XII., papež (* 7. dubna 1652)
- 1788 – Marie Anna Kotulinská z Křížkovic, kněžna z Lichtenštejna (* 12. května 1707)
- 1793 – Carlo Goldoni, italský dramatik (* 25. února 1707)
- 1833 – Pierre André Latreille, francouzský entomolog (* 20. listopadu 1762)
- 1894 – Theodor Billroth, německý chirurg (* 26. srpna 1829)
- 1899
  - Alfréd Sasko-Koburský, princ a následník trůnu Sasko-kobursko-gothajského vévodství (* 15. října 1874)
  - Leo von Caprivi, německý kancléř (* 24. února 1831)
- 1901
  - Wilfried Paulsen, německý šachový mistr (* 31. července 1828)
  - Alfred Seifert, česko-německý malíř (* 6. září 1850)
- 1904 – Julius von Horst, rakousko-uherský generál a předlitavský politik (* 12. dubna 1829)
- 1916 – Rubén Darío, nikaragujský básník, diplomat a novinář (* 18. ledna 1867)
- 1918 – Gustav Klimt, rakouský malíř (* 14. července 1862)
- 1923 – Edward Emerson Barnard, americký astronom (* 16. prosince 1857)
- 1929 – Marie Kristina Rakouská, španělská královna (* 21. července 1858)
- 1930 – Bedrifelek Kadınefendi, manželka osmanského sultána Abdulhamida II. (* 4. ledna 1851)
- 1936 – Vladimír Roy, slovenský básník a překladatel (* 17. dubna 1885)
- 1938 – Marianne von Werefkinová, ruská malířka (* 10. září 1860)
- 1941 – Josef Melan, rakouský stavební inženýr (* 18. listopadu 1853)
- 1942 – Jacob Merkelbach, nizozemský fotograf (* 29. dubna 1877)
- 1945 – Robert Brasillach, francouzský proněmecký spisovatel a žurnalista (* 31. března 1909)
- 1949 – Hiroaki Abe, viceadmirál japonského námořnictva v průběhu druhé světové války (* 15. března 1889)
- 1952 – Jiří VI., britský král (* 14. prosince 1895)
- 1956 – Ernst Schaible, předlitavský generál a politik (* 18. října 1868)
- 1958 – Tommy Taylor, anglický fotbalista (* 29. ledna 1932)
- 1960 – Karl Maybach, německý konstruktér (* 6. července 1879)
- 1963 – Muhammad ibn Abd al-Karím al-Chattábí, marocký emír a bojovník za nezávislost (* 1882)
- 1964 – Emilio Aguinaldo, prezident první filipínské republiky (* 22. března 1869)
- 1972 – Emil Maurice, zakládající člen NSDAP, osobní strážný, řidič i přítel Adolfa Hitlera (* 19. ledna 1897)
- 1984 – Jorge Guillén, španělský básník, pedagog a literární kritik (* 18. ledna 1893)
- 1985 – James Hadley Chase, anglický spisovatel (* 24. prosince 1906)
- 1990 – Viliam Šalgovič, slovenský politik, jeden z hlavních představitelů konzervativního proudu v KSČ (* 12. prosince 1919)
- 1991 – Salvador Luria, italsko-americký mikrobiolog, Nobelova cena 1969 (* 13. srpna 1912)
- 1993 – Arthur Ashe, americký tenista (* 10. července 1943)
- 1994
  - Gwen Watford, britská herečka (* 10. září 1927)
  - Jack Kirby, americký komiksový kreslíř, spisovatel a editor (* 28. srpna 1917)
- 1995 – Art Taylor, americký bubeník (* 6. dubna 1929)
- 1998
  - Carl Wilson, americký zpěvák a kytarista, člen skupiny The Beach Boys (* 21. prosince 1946)
  - Falco, rakouský zpěvák (rock/pop) (* 19. února 1957)
- 2000 – Steve Waller, britský rockový kytarista a zpěvák (* 30. června 1951)
- 2002 – Max Perutz, britský molekulární biolog, Nobelova cena za chemii 1962 (* 19. května 1914)
- 2007 – Frankie Laine, americký zpěvák a herec (* 30. března 1913)
- 2008 – Tony Rolt, britský pilot Formule 1 (* 16. října 1918)
- 2011 – Gary Moore, irský blues rockový kytarista a zpěvák (* 4. dubna 1952)
- 2012
  - Henry Duméry, francouzský filosof (* 29. února 1920)
  - Antoni Tàpies, španělský malíř a sochař (* 13. prosince 1923)
  - Janice Elaine Vossová, americká astronautka (* 8. října 1956)
- 2013 – Mo-Do, (vl. jménem Fabio Frittelli) italský eurodance hudebník (* 24. července 1966)
- 2014
  - Vasil Biľak, slovenský komunistický politik (* 11. srpna 1917)
  - Robert A. Dahl, americký profesor politologie (* 17. prosince 1915)
- 2015
  - André Brink, jihoafrický spisovatel (* 29. května 1935)
  - Assia Djebarová, alžírská spisovatelka (* 30. června 1936)
- 2017
  - Inge Kellerová, německá herečka (* 15. prosince 1923)
  - Joost van der Westhuizen, jihoafrický ragbista (* 20. února 1971)
- 2019
  - Rosamunde Pilcherová, britská spisovatelka (* 22. září 1924)
  - Manfred Eigen, německý fyzikální chemik, nositel Nobelovy ceny za chemii (* 9. května 1927)
- 2021 – George P. Shultz, americký ekonom, diplomat a politik (* 13. prosince 1920)
- 2022 – Lata Mangeškar, indická zpěvačka (* 28. září 1929)
- 2023
  - Greta Andersenová, dánská plavkyně (* 1. května 1927)
  - Christian Atsu, ghanský fotbalista (* 10. ledna 1992)

## Svátky

### Česko
- Vanda
- Danuše
- Titus
- Vlk
- Vok
- Samantha

### Svět
- Nový Zéland: Waitangi Day
- Mezinárodní den nulové tolerance k mrzačení ženských pohlavních orgánů

## Pranostiky
- Svatá Dorota také na sníh bohatá.
- Svatá Dorota stromy sněhem vomotá.
- Na svatou Dorotu odmeť sníh od plotu.
- Na svatou Dorotu rádo teče do botů.
- O svaté Dorotě uschne košile na plotě.
- Po Dorotě uschne prádlo na plotě.
- Svatá Dorota – sněhu forota.
- Dorothea v rychlém běhu přinášívá nejvíc sněhu.
- Když na Dorotu svítí slunce, ponesou hodně slepice.
- Svatá Dorota donese skřivánka v košíčku
- Na Dorotu jdou si ptáci píšťalky na trh kupovat
- Visí-li na den svaté Doroty ze střechy hodně veliké rampouchy, budou krávy hodně dojit
- Mráz-li na Dorotu uhodí, len i konopě se pěkně urodí
- Je-li svatá Dorota ucouraná, zvedou se brambory

| 6. únor v pražském KlementinuÚdaje jsou platné k 11. 3. 2025. | 6. únor v pražském KlementinuÚdaje jsou platné k 11. 3. 2025. | 6. únor v pražském KlementinuÚdaje jsou platné k 11. 3. 2025. |
| minimum                                                       | denní průměr                                                  | maximum                                                       |
| ------------------------------------------------------------- | ------------------------------------------------------------- | ------------------------------------------------------------- |
| −20,0 °C (1895)                                               | 2,1 °C (od 1961)                                              | 14,5 °C (2004)                                                |